# José Gómez
José Gómez Mustelier (født 28. januar 1959) er en tidligere cubansk bokser. Under Sommer-OL 1980 i Moskva vandt han en guldmedalje i mellemvægt efter at han slog Viktor Savtsjenko fra Sovjetunionen i finalen. I 1978 vandt han en guldmedalje i VM i boksning i Beograd, han vandt også en guldmedalje i de Panamerikanske lege i 1979.